# Accidente del Beechcraft King Air en Piedade de Caratinga en 2021
El accidente del Beechcraft King Air de PEC Táxi Aéreo fue un accidente aéreo ocurrido el viernes 5 de noviembre de 2021, en el momento que una aeronave que operaba un vuelo chárter de dicha aerolínea, al descender impactó cables de una torre de distribución de energía eléctrica, provocando su caída contra el suelo rocoso de una cascada en las colinas rurales pertenecientes al área del municipio de Piedade de Caratinga, ubicado en el estado de Minas Gerais, al sudeste de Brasil. En el avión se encontraban 5 personas a bordo, entre las cuales se destaca la cantante y compositora brasileña, Marília Mendonça. Ninguno de los ocupantes sobrevivió al impacto.

## Aeronave
El aparato implicado era un Beechcraft C90A King Air construido en 1984 e hizo su primer vuelo en ese mismo año, tenía como número de serie LJ-1078 y estaba matriculado como PT-ONJ. Según el Registro Aeronáutico Brasileño (RAB), la aeronave tenía su Certificado de Verificación de Aeronavegabilidad (CVA) válido hasta el 01/07/2022. La empresa estaba autorizada a operar vuelos tipo taxi-aéreo.

## Hechos e investigaciones
Las investigaciones deben ser realizadas por la Policía Civil del Estado de Minas Gerais, por la Agencia Nacional de Aviación Civil (ANAC) y por el CENIPA (Centro de Investigación y Prevención de Accidentes Aeronáuticos) vinculado al Comando de la Fuerza Aérea. Sobre datos preliminares, el avión estaba actualizado y con matrícula activa.  El avión y el piloto estaban autorizados para realizar el servicio de taxi aéreo ejecutivo y tanto piloto como copiloto se consideraban experimentados y las condiciones de vuelo al momento del accidente eran favorables. Se podía percibir un fuerte olor a combustible en el sitio de desastre, revelando que el avión probablemente tenía combustible en el momento del accidente.
El 5 de noviembre, la Compañía Energética de Minas Gerais emitió una nota en la que indicaba que la aeronave habría impactado con un cable de una torre de distribución en Piedade de Caratinga, en el Valle del Río Doce, antes de chocar contra el suelo. La información preliminar de los pilotos que sobrevolaban la zona al mismo tiempo que el accidente corrobora lo sucedido, habiendo presenciado el momento en que el bimotor chocó contra los cables de alta tensión.
Hasta el momento, según la FAB, todavía no hay información sobre la dinámica del accidente y sus causas.

## Víctimas

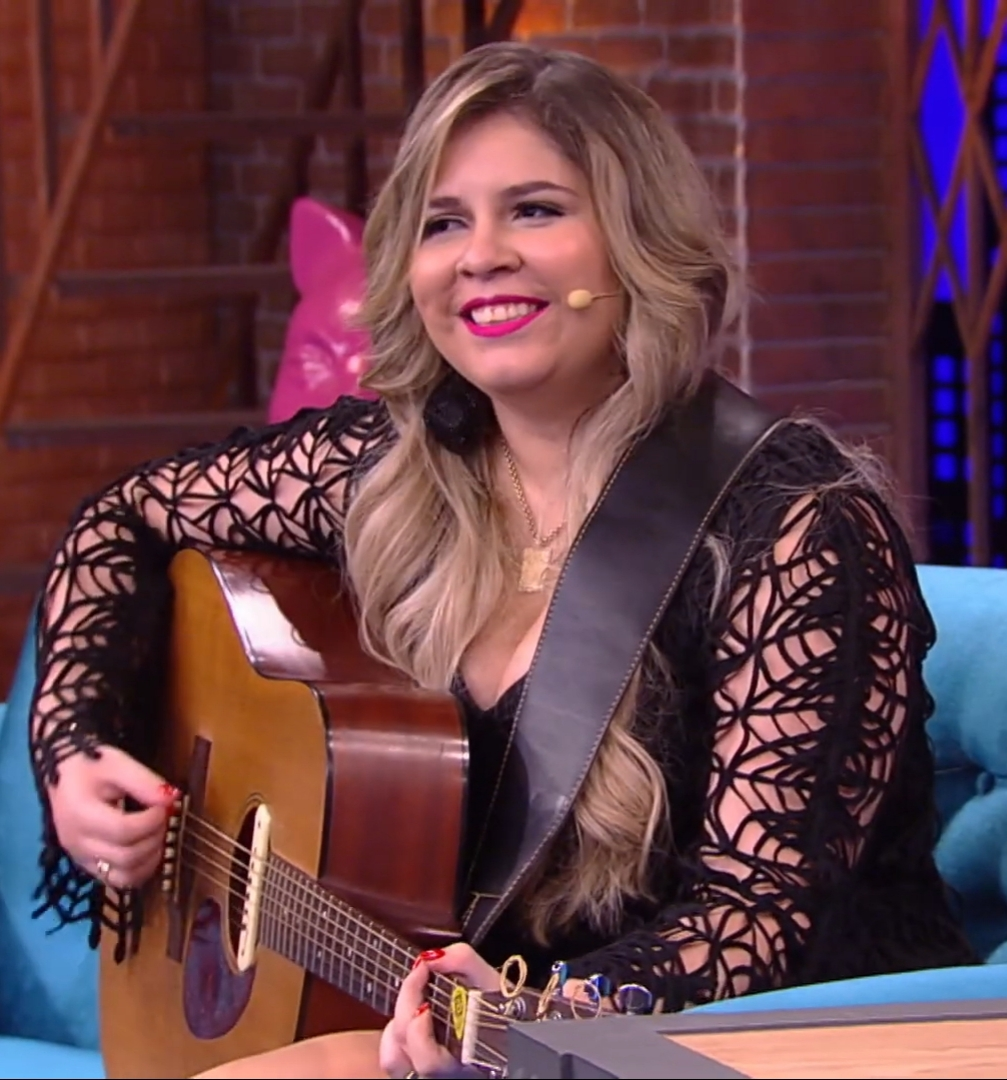
La cantante Marília Mendonça en 2018.

Todos los cinco ocupantes a bordo del avión fallecieron como resultado del impacto. Sus nombres eran:
- La cantante, música y compositora de 26 años, Marília Mendonça
- El productor de 32 años, Henrique Ribeiro[11]
- El asesor y tío de Marília de 43 años, Abicieli Silveira Dias Filho
- El capitán de 56 años, Geraldo Martins de Medeiros Júnior
- El copiloto de 37 años, Tarciso Pessoa Viana

En un principio, el personal de la cantante anunció que ella y los demás en el avión habían sido rescatados vivos y en buen estado de salud en lugar del accidente, sin embargo alrededor de las 17:00 su muerte fue confirmada por el departamento de bomberos local, probablemente debido a los traumatismos y heridas que les ocasionó el impacto.

## En los medios
- Estaciones de televisión como TV Globo, RecordTV, Rede Bandeirantes, SBT, RedeTV! y afiliados del estado de Goiânia, además de canales de noticias como GloboNews, BandNews TV, CNN Brasil, Record News y TV Jovem Pan News, cambiaron sus horarios de fin de semana para cubrir el accidente y también homenajear a la cantante.[13][14]
- Medios internacionales como The New York Times, Billboard, People y Diario Clarín resonaron con el accidente, además de asociar a Marília como la Reina de la Sofrência. The New York Times utilizó el término feminejo por primera vez. La agencia de noticias Reuters destacó la importancia de Marília Mendonça para MPB.[15]
- Personajes famosos y políticos también lamentaron la muerte de Marília.[16]
- Clubes de fútbol famosos lamentaron el accidente, incluida la Asociación de Fútbol Chapecoense, la cual unos años atrás también sufrió una tragedia aérea.[17][18]
- Un tuit de Marília sobre un sueño de ríos y cascadas, publicado el 4 de mayo de 2020, comenzó a ganar protagonismo en Twitter, con varias asociaciones con presagios. Otros incluso utilizaron cuestiones religiosas para justificar el sueño de la cantante de una cascada.[19]